# Ananicze (rejon postawski)
Ananicze (biał. Ананічы; ros. Ананичи) – dawna wieś. Obecnie część miejscowości Sołowie na Białorusi, w obwodzie witebskim, w rejonie postawskim, w sielsowiecie Juńki.

## Historia
W czasach zaborów wieś w gminie Jasiewo, w powiecie święciańskim, w guberni wileńskiej Imperium Rosyjskiego. W 1866 roku liczyła 17 dusz rewizyjnych, należała do dóbr Spory, własność Dmochowskich. W 1905 roku liczyła 187 mieszkańców, 66 dziesięcin.
Po I wojnie światowej pod administracją polską, w Zarządzie Cywilnym Ziem Wschodnich. W latach 1920–1922 w składzie Litwy Środkowej.
Od 11 kwietnia 1922 wieś leżała w Polsce, w województwie wileńskim, w powiecie święciańskim w gminie Jasiewo, od 1926 roku w powiecie postawskim, w gminie Postawy.
W 1931 wieś w 15 domach zamieszkiwało 68 osób.
Wierni należeli do parafii rzymskokatolickiej i prawosławnej w Czerniewiczach. Miejscowość podlegała pod Sąd Grodzki w Postawach i Okręgowy w Wilnie; właściwy urząd pocztowy mieścił się w Postawach.
W 1938 roku miejscowość należała do gromady Sołowie gminy Postawy.
W wyniku napaści ZSRR na Polskę we wrześniu 1939 miejscowość znalazła się pod okupacją sowiecką. 2 listopada została włączona do Białoruskiej SRR. Od czerwca 1941 roku pod okupacją niemiecką. W 1944 miejscowość została ponownie zajęta przez wojska sowieckie i włączona do obwodu witebskiego Białoruskiej SRR.
Od 1991 w niepodległej Białorusi.